# Szojuz–16
A Szojuz–16 (oroszul: Союз–16) szovjet Szojuz 7K–TM típusú űrhajó személyzettel végrehajtott tesztrepülése, melynek feladata a szovjet–amerikai közös űrrepülés során használt rendszerek kipróbálása volt.

## Küldetés
A Szojuz-program keretében végzett tesztrepülés, melynek célja az 1975. júliusi Szojuz–Apollo-program előkészítése, egy új, az amerikai űreszközhöz történő csatlakozás céljára kifejlesztett APASZ–75 dokkolóberendezés kipróbálása volt. Ezt megelőzően, 1974. áprilisa és augusztusa között az APASZ–75 kipróbálására már három személyzet nélküli repülést is végrehajtottak,  Koszmosz–638, Koszmosz–652 és Koszmosz–672 jelzéssel.

## Jellemzői

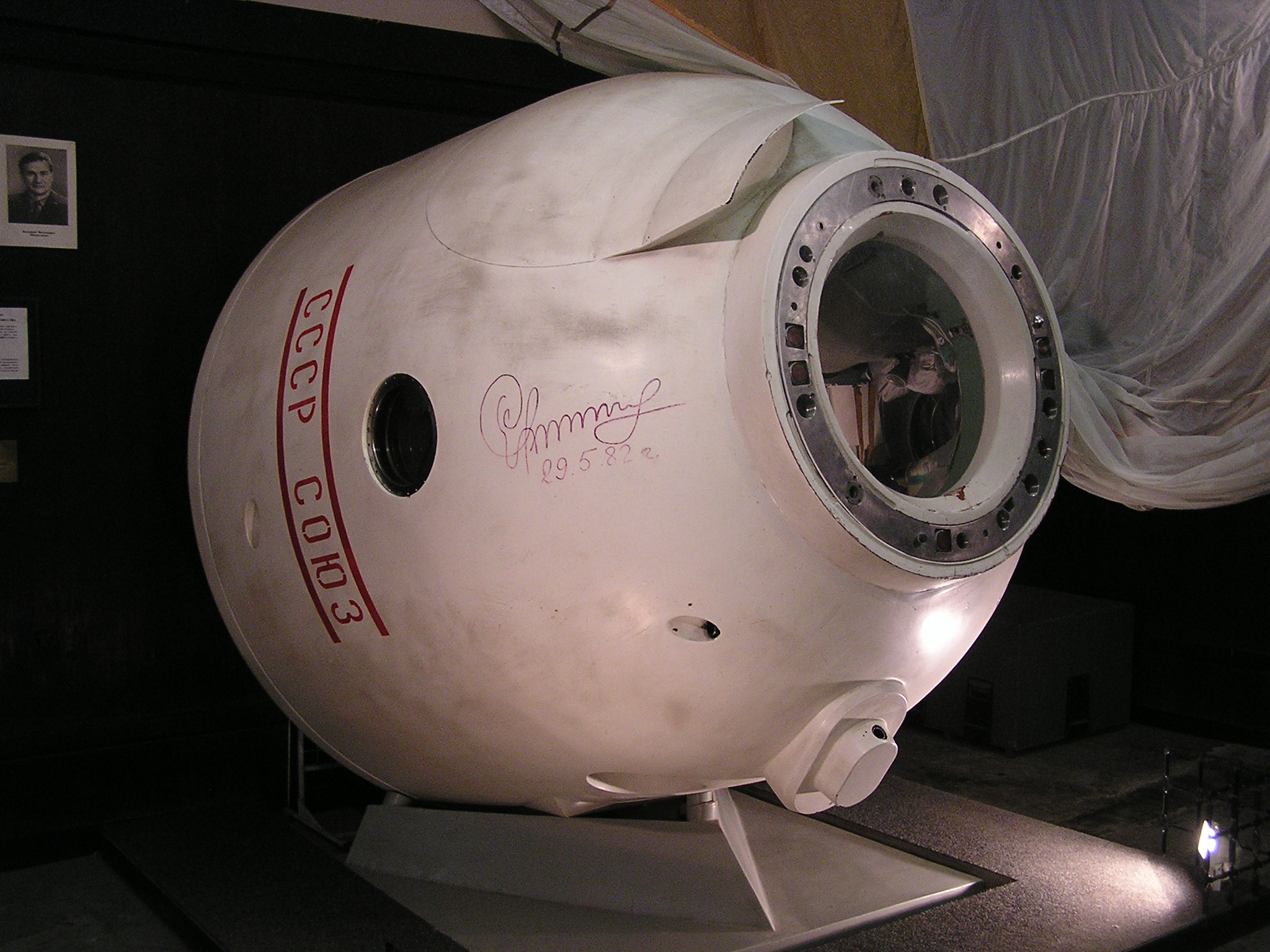
A Szojuz–16 visszatérő egysége a szentpétervári Űrhajózási és Rakétatechnikai Múzeumban kiállítva

1974. december 2-án a Bajkonuri űrrepülőtér 1. sz. indítóállásából egy Szojuz–U  (11А511U) hordozórakéta juttatta alacsony Föld körüli pályára. Ez volt az első alkalom, hogy a Szojuz–U-t személyzettel ellátott űreszköz indítására használták. Az orbitális egység pályájának periódusa 89,2 perc, a pálya elhajlása 51,8°-os. Az elliptikus pálya perigeuma 184 km, apogeuma 291 km volt. Tömege 6680 kg. Összesen 5 napot, 22 órát, 23 percet és 35 másodpercet töltött a világűrben, ezalatt 95 alkalommal kerülte meg a Földet
Szerkezetileg teljesen azonos a 7K–TM típusú sorozathoz tartozó, a szovjet–amerikai programban részt vevő Szojuz–19 űrhajóval. Legfontosabb eleme a közös fejlesztésű androgin, periferiális dokkoló szerkezet. Az űrrandevú rádiótechnikai elemei, az antennák teljesen újak. A napelemtáblák végén pozíciójelző lámpák kerültek elhelyezésre. Startolásnál és leszálláskor a kabin levegője normál összetételű volt. Manővereket (emelkedés, sűllyedés, oldalirányú elmozdulás), dokkoló műveleteket végeztek, aktív ellenőrző kapcsolatot létesítettek a követőhálózattal. A dokkolást segítő technikai eszköz beüzemelésén túl, orvosi és biológiai kísérletek, műszaki, légkörkutatási, fényképezési, navigációs mérések valamit megfigyelések szerepeltek a programban.
1974. december 8-án belépett a légkörbe, a leszállás hagyományos módon, ejtőernyővel történt Dzsezkazgan városától 300 km-rel északra.

## Személyzet
- Anatolij Filipcsenko űrhajós parancsnok
- Nyikolaj Rukavisnyikov fedélzeti mérnök

## Tartalék személyzet
- Vlagyimir Alekszandrovics Dzsanyibekov űrhajós parancsnok
- Borisz Dmitrijevics Andrejev fedélzeti mérnök

## Mentőszemélyzet
- Jurij Viktorovics Romanyenko űrhajós parancsnok
- Alekszandr Szergejevics Ivancsenkov fedélzeti mérnök

## Külső hivatkozások
- Szojuz–16. lib.cas.cz. [2013. október 13-i dátummal az eredetiből archiválva]. (Hozzáférés: 2013. március 13.)
- Szojuz–16. energia.ru. [2020. október 1-i dátummal az eredetiből archiválva]. (Hozzáférés: 2013. március 13.)
- Szojuz–16. spacefacts.de. (Hozzáférés: 2013. március 13.)
- Szojuz–16. kursknet.ru. [2011. december 23-i dátummal az eredetiből archiválva]. (Hozzáférés: 2013. március 13.)
- Szojuz–16. astronautix.com. (Hozzáférés: 2013. március 13.)
- Szojuz–16. zarya.info. [2022. május 21-i dátummal az eredetiből archiválva]. (Hozzáférés: 2013. március 13.)

| Elődje: Szojuz–15 | Szojuz-program 1967–1981 | Utódja: Szojuz–17 |